# Шаровка (Валковская городская община)
Шаро́вка (укр. Шарівка) — село,
Шаровский сельский совет,
Валковский район,
Харьковская область, Украина.
Код КОАТУУ — 6321288501. Население по переписи 2001 г. составляет 770 (360/410 м/ж) человек.
Является административным центром Шаровского сельского совета, в который, кроме того, входят сёла
Буровка,
Буцковка,
Золочевское,
Пасечное,
Петренково,
Свинари,
Хворостово,
Шевченково и
Шлях.
На кінці 70-х років село Шарівка отримало звання найкращого села Валківського району

## Географическое положение
Село Шаровка находится в 15 км от Валок между балками Шарова Левада и Макортет, примыкает к селу Шлях.
На расстоянии в 2 км расположены сёла Свинари, Пасечное, Буровка, Золочевское, Огульцы и Буцковка.
Через село проходит железная дорога, станция Огульцы.
Рядом проходит автомобильная дорога М-03 (E 40).

## Происхождение названия
Основано как хутор Шарый в 1656 либо 1695 году.

## История
- 1695 — дата основания.
- Население в 1966 году составляло 347 человек; здесь действовали восьмилетняя школа, клуб, библиотека, колхоз им. Коминтерна с 3773 га земельных угодий.

## Экономика
- «Шаровка», сельскохозяйственное ЧП.
- Агрофирма «Коминтерн».

## Объекты социальной сферы
- Детский сад.
- Лицей.
- Клуб.
- Стадион.
- Больница.

## Религия
- Свято-Богоявленский храм. Община Украинской Православной Церкви. В 1999 г. клуб перестроен в церковь.